# Мори (Терни)
Мори је насеље у Италији у округу Терни, региону Умбрија.
Према процени из 2011. у насељу је живело 13 становника. Насеље се налази на надморској висини од 311 м.